# لورا روسو
لورا روسو (بالبرتغالية: Laura Russo‏) هي أمينة مكتبة برازيلية، ولدت في 20 فبراير 1915 في ريو دي جانيرو في البرازيل، وتوفيت في 30 أبريل 2001 في ساو باولو في البرازيل.